# ダスティ・アッテンボロー
ダスティ・アッテンボロー（Dusty Attemborough）は、田中芳樹のSF小説（スペース・オペラ）『銀河英雄伝説』の登場人物。自由惑星同盟側の主要人物。
作中での呼称は「アッテンボロー」。

## 概要
ヤンの士官学校時代の後輩であり、ヤン艦隊の分艦隊指揮官。若輩ながら艦隊司令官としてはヤンに劣らない才幹を発揮し、艦隊副司令官のフィッシャーや元帝国の宿将メルカッツと並んで艦隊戦で活躍する。ヤンとは公私で親しく悪友のような関係であり、ヤン艦隊の一員らしい反骨精神に富む。物語当初は脇役であったが、徐々に登場頻度が増えてヤン艦隊の幹部として重要な役割を果たし、作中最後の戦いであるシヴァ星域会戦でも敵の旗艦に突入したユリアンの代理として奮戦する。
本編での初登場はドーリア星域会戦（第2巻）だが名前のみが登場する端役であり、本格的な登場は第8次イゼルローン攻防戦の前段となる宇宙暦798年1月の遭遇戦である（第3巻）。OVA版では後の登場を鑑みて物語序盤のアスターテ会戦（OVA第1話）から重要人物として登場している。

## 略歴
宇宙暦769年11月23日生まれ（コミック版のデータより）。学生時代はジャーナリストを志望していたが、ジャーナリストである父親が結婚する際、父親と祖父が交わした「最初に生まれた男子を軍人にする」という約束により、通常の学校と同時に半ば無理矢理士官学校を受験させられ、後者だけに合格したため仕方なく入学する。
1年生の時に門限破りをして塀を乗り越えた際に、2年先輩で当夜巡回中だったヤン・ウェンリーが見てみぬふりをしてくれたお陰で懲罰を免れたことをきっかけに、ヤンと親しくなる。コミック版では、ヤンを実家に招いた時「（ごく一部の課目の）成績が優秀な士官学校の先輩」と家族に紹介している。ヤンがエル・ファシルの英雄となった788年はまだ士官学校に在籍中であり、翌789年に惑星エコニアから戻ってきたヤンを出迎え、キャゼルヌの家に向う車の中で士官学校を卒業する話題が出ている。
792年、第5次イゼルローン要塞攻略戦時、中尉。
794年、第6次イゼルローン要塞攻略戦時、少佐。駆逐艦エルム3号艦長。
795年、惑星レグニツァ上空戦、第4次ティアマト星域会戦時、中佐。第2艦隊所属、旗艦に配属された士官（帝国軍との遭遇時に主砲の制御センターに向かった事から、司令部の参謀ではない）。
796年、アムリッツァ星域会戦時、第10艦隊所属。会戦後に少将に昇進（原作黎明篇（西暦1982年発表）の後に発表された原作外伝第2巻（同1987年発表）では、第10艦隊が全滅を免れたのは彼の活躍による、との評をユリアンが日記に記している）。
同年12月、イゼルローン駐留艦隊（ヤン艦隊）の成立時、分艦隊指揮官。
797年、ドーリア星域会戦時、指揮官の1人として参加（原作本編ではこれが初登場である）。
798年1月のイゼルローン回廊帝国側宙域の遭遇戦で分艦隊2,200隻を率いて帝国軍と戦ったのが、原作小説を含めての本格的な登場であり、以降はヤン艦隊の一翼を担う存在として常に戦闘に参加している。799年のバーラトの和約に伴い退役するが（最終階級は中将）、7月のヤンの逮捕に関連して自分達も罠にかけられると悟ると、シェーンコップやバグダッシュと連携してヤンを奪回、ともにハイネセンを去り、独立したエル・ファシルに身を寄せた。イゼルローン再占領作戦では、ヤンの思惑で後方から戦局を見守ることを学ぶため居残り組となったが、それ以降の艦隊戦には常に参加した。
800年6月のヤンの死後、政治的指導者としてフレデリカを推挙する政治的な配慮をしている。イゼルローン軍の司令官に推挙する声があったが、「自分は黒幕でいたい」という意思を表してこれをユリアンに譲り、帝国軍対イゼルローン革命軍による回廊の戦いやシヴァ星域会戦でも引き続き分艦隊司令官（旗艦マサソイト）として戦闘に参加した。但し、ブリュンヒルト突入の際はユリアン自身が生還するつもりでも帝国側の出方でどうなるか不明だと後任の革命軍司令官に指名されたため、同行するつもりでいたものの残留することになってしまう。帝国との戦いが終了した後もユリアンとフェザーンに同行している。
物語本編の登場の仕方は、原作/アニメ/コミックで異なっている。
原作版
最も登場時期が遅く、ドーリア星域の会戦の作戦計画に名前がわずかに出たのが最初である。その際、砲艦およびミサイル艦の部隊を預けられ、イゼルローン要塞との連絡ルートの確保と、警戒、敵の脱出阻止を命令されているが、実際の行動は記述されていない。実際に彼が活躍するのは第3巻（雌伏編）冒頭のアイヘンドルフ艦隊との戦いで分艦隊司令として登場してからである。
石黒版（旧OVA版）
最も登場時期が早く、劇場版第1作及びOVA第1話から砲術士官として登場し、司令官代理となったヤンの補佐を務めた（原作ではラオがその役割を務めた。主な作中の台詞も彼の台詞をアッテンボローがアニメ中で演じている）。OVA版第6話で登場した際には、識別しにくいが制服の左上腕部に第10艦隊のワッペンを付けており、第10艦隊に配属されたことが示唆されているが、帝国領侵攻作戦およびアムリッツァ会戦では出番がなかった。ドーリア星域会戦に際しては、ヤン艦隊分艦隊司令として旗艦トリグラフに座乗、救国軍事会議側の部隊（第11艦隊）の分断・各個撃破に重要な役割を果たすなど、早い時期から活躍を見せている（原作ではフィッシャーが分断した第11艦隊の半分を抑えていた）。
DNT版
新アニメ版『銀河英雄伝説 Die Neue These』では原作準拠の扱いとなった。アスターテ会戦でヤンを補佐したのは原作と同じくラオとなり、TV放映におけるファーストシーズン最終話の第十二話「死線[後編]」で初めて登場し、降伏か逃亡かの不本意な二者択一を迫られて逃亡を選んだウランフ提督に「残存艦の中にいる健在な分艦隊司令官」として指揮権を託される。ウランフ提督が切り開いた突破口より脱出に成功した。セリフも通信の際の「ウランフ提督!」のひと言のみである。一方オープニングカットでは彼と旗艦トリグラフが写されメインキャラクターとして扱われている。本格的な活躍は2期から、アムリッツァ会戦ではヤンの後輩として紹介され、第10艦隊残存部隊の指揮を取る。
道原版
道原かつみによるコミック版では、第2艦隊所属の中佐として登場。アスターテ戦役に艦長として従軍し、戦後処理では生存者救助に当たって、ヤンにラップの死を告げている。その後は、第2艦隊が事実上解体されたこともあってヤンと任所を別にし、帝国領侵攻に際して第10艦隊に配属（大佐に昇進）。ビッテンフェルト艦隊との戦闘時に、撤退の先頭に位置する事をウランフから命じられ、アムリッツァでは第10艦隊の残存艦艇と共に第13艦隊の指揮下に入ったことが通信で語られる。
藤崎版
藤崎竜によるコミック版では、アスターテ会戦時にヤンの乗るパトロクロスに配属される大佐として登場。重傷のパエッタに後事を託されたヤンと共に第2艦隊の一員として戦っている。

## 能力
若いながら非凡な能力を備えた用兵家。26歳で准将に昇進しており、ヤンの28歳より早かった。もし自由惑星同盟が存続していたら、30歳代で元帥たり得ていたかもしれない。そうであればヤンよりもより剛柔の均整の取れた元帥の名が同盟軍元帥列伝に記載されていたであろうと作中に記述されている。ヤンから受け継いだ一点集中攻撃法のほか、ゲリラ的な戦術が得意で、中でも偽装退却を主とした戦術の巧妙さ、退却する際に追撃する敵の戦力を削ぐ手腕では、他の追随を許さないと言われている。もっともアニメ版では、その事をヤンに賞賛された際に、褒め言葉とは思えないとしてむくれていた。但し、士官学校時代においての戦術シミュレーションの話である。コミック版ではアムリッツァ前哨戦時の上官ウランフに自ら「敗走させたら右に出るものはいません」と述べており、第10艦隊の半数を脱出させる事に成功している。
アニメ版においては、第11艦隊とヤン艦隊との艦隊決戦において、第11艦隊を半数に二分し、半数の本隊をヤン艦隊の大部分で包囲殲滅し、残り半数をアッテンボローの分艦隊が撹乱するという作戦で、勝利を収めている。ヤン艦隊の大部分が数的優勢に戦闘する中において、アッテンボローの分艦隊は少数で持ちこたえて、その能力を発揮している。
原作の回廊の戦いにおける記述で、帝国軍のバイエルラインの能力がアッテンボローと互角。また、宇宙暦801年4月18日ユリシーズとその10数隻の護衛艦隊が100隻ほどの帝国艦隊を振り切った際の艦隊運用は、「魔術師とまでは言えないにしても奇術師アッテンボロー」と書かれている。

## 人柄
「独身主義」で、ポプランやシェーンコップの漁色ぶりには決して同調しないが、それ以外の点ではむしろ体制に反抗することを存在意義とするが如しである。士官学校時代にも、学校で禁止されている本を密かに回し読みする組織を主宰していた（組織活動に熱中しすぎてあまり本は読んでいないはず、とはヤンの評）。また、士官学校時代に軍隊組織論を教えていたドーソン教官の嫌味に反論できないよう切り返すなど、良くも悪くも機転が利いた。同盟軍より離反した後は「伊達と酔狂で」革命戦争を遂行する、と公言しており、ユリアンも、彼は常に反体制派で、多数派に属する彼の姿は全く想像もできない、という。ヤン艦隊の主要人物に共通する毒舌家であり、ポプランやシェーンコップとは会議でも私生活でも毒舌の応酬が絶えないが、基本的に仲が悪いわけではない。上司であるヤンのことは、普段は「ヤン先輩」と呼んで慕っている。
回廊の戦いの直前には、ビッテンフェルトから送られてきた挑発的な通信文の返答を担当した。その内容は、ビッテンフェルトを「連年失敗続きであるにもかかわらず、その都度階級が上昇しつづける奇蹟の人」と揶揄するものであり、ビッテンフェルトを激怒させた。なお、返答した文は第三稿であり、初稿と第二稿はさらに過激、あるいは下品なものであったと自己評価している。
外見的特徴は「もつれた毛糸のような鉄灰色」の髪とそばかす。口癖は「それがどうした!」（彼曰く「宇宙で最強の台詞」）。
ジャーナリスト志望だったため、回想録のためのノートを取っている（フィッシャーもアッテンボローに倣って艦隊運用についての本でも書いてみようかと冗談を言ったが、その直後に戦死している）。ただしポプランからは文面を容易に先読みされ、その文才を嘲笑されている。
ユリアンが駐在武官としてフェザーンに旅立つ時に、錆びついた青銅製の「幸運の鍵」をプレゼントした。この鍵は、アッテンボローの父親が息子の一般大学不合格を"念じた（呪いをかけた）"ものだったが、アッテンボローはこの鍵のおかげで上述の様にヤンに門限破りを見逃してもらえたという。
革命運動家的な描写が多いが、上述の通り表向きに公言している行動原理は「伊達と酔狂」であり、革命家としての思想を述べた例は乏しい。ヤンが評して曰く「学生革命家」である。その珍しい例である「人間は主義や思想のためには戦わず、主義や思想を体現した者のため戦う。革命のために戦うのではなくて革命家のために戦う。」という些かヤンの思想とは異なる見解は、ヤンの死後にフレデリカとユリアンを後継者として推した時の主張である。ヤンが否定することは承知の上で、ヤンに対して同盟の独裁者となるようにとシェーンコップと共にけしかけていた。
なお、独身主義とはいっても特段女性嫌いではない。またフレデリカのヤンへの心遣いを見て「独身主義を放棄しようかな」と発言したり、カリンの存在を知った際にもヤン夫妻に独身主義の返上の意思を尋ねられ検討を試みる様子が描かれている。しかし、シェーンコップを舅として"お父さん"と呼ばねばならぬ可能性を理由に冗談半分の発言を撤回した。
内戦の折、4か所すべての叛乱を鎮圧せよとのドーソン大将の命令に呆れ果てた。士官学校時代の教官だったドーソンが、第1艦隊後方主任参謀時代に、無駄を調べると言ってダストシュートを覗き、じゃがいもが数十キロ捨ててあったと発表して辟易したことがあり、以来嫌っている。
藤崎版では戦闘中でも葉巻を咥えている（ただし火を付けておらず、ただ咥えているだけで喫煙ではない）。

## 家族
独身。物語本編には登場しなかったが、少なくともジャーナリストの父親（外伝の回想に登場）と、3人の姉がいる。他の家族については不明。なお、彼の「ダスティ」という名は、戦死した母方の祖父から受け継いだものである。2007年に発表された道原かつみの漫画版で鍵にまつわるエピソードとアッテンボローの家族が登場している。

## その他
田中芳樹の別作品であり、19世紀末を舞台にした小説『カルパチア綺想曲』において、主人公の父親のジェラード・アッテンボローという同姓の人物が登場する。作者はダスティ・アッテンボローと血縁関係があるかについて、あえて「想像にお任せします」「姓名が確定してからキャラクターが元気に動き出したのは事実」と特筆している。

## 演じた人物
アニメ
- 井上和彦 （OVA第一期〜第四期、劇場版アニメ2作）
- 横堀悦夫 （劇場版「黄金の翼」）
- 石川界人 （銀河英雄伝説 Die Neue These）

舞台
- 荒木健太朗 （舞台「銀河英雄伝説 第二章 自由惑星同盟篇」、2012年上演）
- 横尾渉 （舞台「銀河英雄伝説 第四章 後篇 激突」、2014年上演）
- 伊勢大貴（舞台「銀河英雄伝説 Die Neue These」、2018年上演）